# Munni Obal
Munni Obal, geboren als Munni Sroke, (* 5. Juli 1911 in Deutschland; † nach 1948) war eine deutsche Filmeditorin der 1930er und 1940 Jahre.

## Leben und Wirken
Die vermutlich in Berlin geborene Tochter des Regisseurs Max Obal, geborener Sroke, erhielt ihre filmische Ausbildung vom Vater. Als sie 21 Jahre alt war, bot er ihr die Möglichkeit, alleinverantwortlich eine Inszenierung – seinen Wintersportfilm Abenteuer im Engadin – zu schneiden. Rasch etablierte sich Munni Obal im Bereich Filmschnitt und arbeitete vor allem mit dem Wiener Regisseur E. W. Emo zusammen. Zu ihren bekanntesten Emo-Arbeiten mit dessen Hausstar Hans Moser zählen die Lustspielerfolge Familie Schimek, 13 Stühle, Meine Tochter lebt in Wien und Liebe ist zollfrei. Sie schnitt (zusammen mit dem Kollegen Arnfried Heyne) aber auch Emos antisemitisches Machwerk Wien 1910.
Kurz vor und kurz nach Kriegsende 1945 fertigte Munni Obal die Schnittfassungen zweier im bäuerlichen Umfeld spielenden Inszenierungen von Leopold Hainisch an: Ulli und Marei und Erde, mit Darstellern der Exl-Bühne. Obal blieb auch nach dem Zusammenbruch des Dritten Reichs im wiedererstandenen Österreich ansässig und setzte ihre Karriere dort beim Film fort, ehe sie kurz darauf aus dem Blickfeld der Öffentlichkeit verschwand. Todeszeit und Sterbeort Munni Obals sind derzeit unbekannt.

## Filmografie
- 1932: Abenteuer im Engadin
- 1933: Die Fahrt ins Grüne
- 1933: Die vom Niederrhein
- 1934: Annette im Paradies
- 1934: Jede Frau hat ein Geheimnis
- 1935: Familie Schimek
- 1935: Liebesleute
- 1936: Stjenka Rasin
- 1936: Moskau – Shanghai
- 1936: Eskapade
- 1938: 13 Stühle
- 1938: Der Optimist
- 1940: Meine Tochter lebt in Wien
- 1940: Der liebe Augustin
- 1941: Liebe ist zollfrei
- 1941: Wir bitten zum Tanz
- 1942: Wien 1910
- 1942: Sommerliebe
- 1942: Zwei glückliche Menschen
- 1943: Reisebekanntschaft
- 1943: Schwarz auf weiß
- 1943: Romantische Brautfahrt
- 1943/45: Freunde
- 1944/48: Ulli und Marei
- 1947: Erde
- 1949: Wir haben eben geheiratet